# Ålborgtårnet

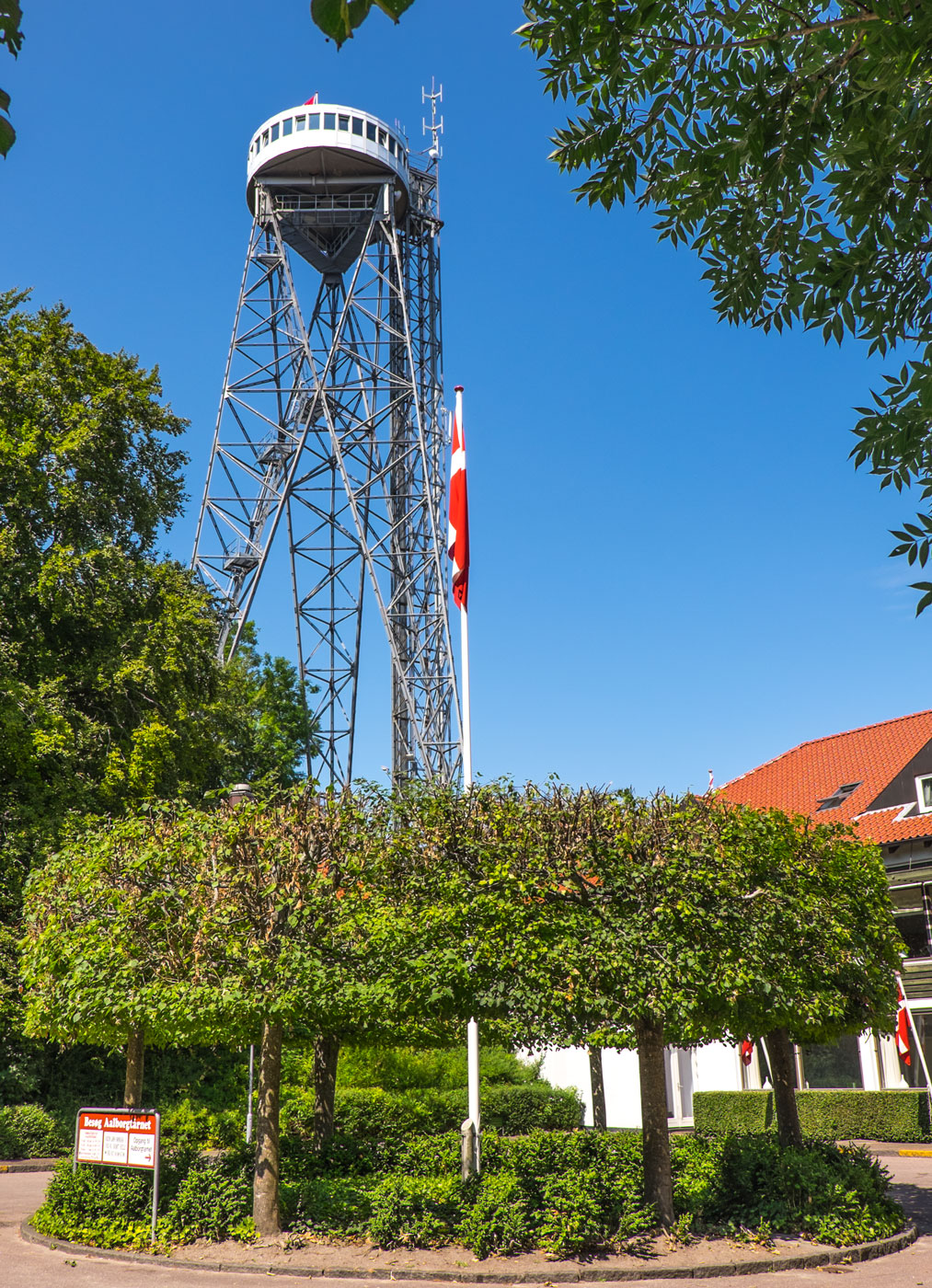
Ålborgtårnet

Ålborgtårnet eller Aalborgtårnet är ett 55 meter högt torn i Ålborg, byggt 1933. Tornet står på en 50 meter hög höjd, och toppen på tornet befinner sig därmed 105 meter över Limfjorden. Från restaurangen på toppen är det 360° panoramautsikt över Ålborg.